# 西藏郡王
西藏郡王为清朝册封的西藏的世袭多罗郡王。
清圣祖康熙五十九年（1720年），清军入藏，赶走侵入西藏的准噶尔军，废除第巴制度，以康济鼐为首席噶伦，主持西藏的政局。清世宗雍正五年（1727年），康济鼐被阿尔布巴所杀。清高宗乾隆四年（1739年）首席噶伦颇罗鼐因之前平定阿尔布巴之乱有功，被封为多罗郡王。乾隆十二年（1747年），颇罗鼐死，其次子珠尔默特那木札勒继承西藏郡王。乾隆十五年（1750年），驻藏大臣傅清发觉珠尔默特那木札勒有不臣之心，杀死珠尔默特那木札勒，西藏内乱，乾隆平乱後废除郡王，建立噶厦制度。噶厦制度一直持续到1959年。

## 西藏郡王世系
| 世代   | 姓名             | 年份           | 备注       |
| ------ | ---------------- | -------------- | ---------- |
| 第一代 | 颇罗鼐           | 1739年－1747年 |            |
| 第二代 | 珠尔默特那木札勒 | 1747年－1750年 | 颇罗鼐次子 |